# Helius (Helius) longirostris
Helius (Helius) longirostris is een tweevleugelige uit de familie steltmuggen (Limoniidae). De soort komt voor in het Palearctisch gebied.